# ذنبه (روستا)
 ذنبه  به عربی ( الَذَنبَة  )، روستایی است در دهستان المَکتَب از توابع استان اِب   در کشور یمن در شبه جزیرهٔ عربستان.

## جمعیت
جمعیت آن (۲۰۲) نفر (۱۱ خانوار) می‌باشد.